# عبد العزيز دحام المسلط
معالي المستشار د. عبد العزيز دحام عبد العزيز المسلط (15 يناير 1974 -) هو محامي، ومستشار دولي، وأستاذ جامعي أمريكي، من أصول عربية سورية.والرئيس المنتخب للجنة اصدقاء المحكمة الجنائية الدولية في نقابة محامين المحكمة الجنائية الدولية.

## حياته ونشأته
د. عبد العزيز دحام عبد العزيز المسلط ولد في محافظة الحسكة، الجزيرة الفراتية، بسوريا، مقيم بشكل دائم في الولايات المتحدة الامريكية، حاصل على الدكتوراه في القانون الجنائي الدولي، وماجستير في النظم السياسية والعلاقات الدولية، وماجستير في القانون في اجراءات التقاضي لدى المحاكم الدولية، وماجستير في القانون الدستوري. ويحضر لنيل الدكتوراه في الادارة والاقتصاد السياسي الدولي من جامعة تريڤيكافي ولاية تينيسي الامريكية.

## مسيرته[9]
- يعمل كمؤسس ورئيس للمجموعة الامريكية الاولى للمحاماة والاستشارات القانونية.[10]

- محامي لدى المحكمة الجنائية الدولية.
- محامي منتسب للألية الدولية للمحكمة الدولية كمحام متطوع.[11]
- سياسي ومعارض للنظام السوري،
- مؤسس ورئيس حزب النهضة الديمقراطي السوري.
- الأمين العام لجبهة إنقاذ سورية (جاس)، والتي أسسها مع زملائه المعتقلين في سجون النظام السوري، وأطلق عليها في بداية التاسيس "مشروع العبور"!.
- عمل كناشط لحقوق الانسان في وقت سابق مع العديد من المنظمات الدولية.[12][13]
- أسس "مركز واشنطن للعدالة الجنائية" (منظمة قانونية غير ربحية).
- ساهم بإعادة هيكلة وإطلاق البرنامج التدريبي لمعهد جورج واشنطن للدراسات القانونية والتدريب المهني.
- أصبح رئيس مجلس الامناء، وممثله الاقليمي في شمال افريقيا، والشرق الأوسط.
- أستاذ ورئيس قسم القانون الدولي العام في جامعة الكومنولث الامريكية - لندن.[14]

## اعتقله
- معتقل سابق لدى النظام السوري، اعتقل لأربعة سنوات منذ خلال (2014 - 2018).

## مناصب[15]
- رئيس المنتدى الوطني الديمقراطي السوري في الولايات المتحدة الأميركية (2001-2007).
- ممثل قانوني لدى شركة هايبيريون للنفط في البحرين (2018-2019).
- رئيس قسم الدراسات القانونية والعلاقات الدولية في جامعة الكومنولث الأمريكية (2019-2021).
- زميل محاضر في معهد جورج واشنطن للسياسات والأبحاث في الولايات المتحدة الأمريكية (2007-2025).
- استاذ مساعد الدراسات العليا في كلية العلوم السياسية في جامعة كليفلاند ستيت في الولايات المتحدة الامريكية (2017-2021).
- مؤسس ورئيس مجلس إدارة المجموعة الامريكية الأولى للمحاماة والاستشارات القانونية الولايات المتحدة (2022-2025).
- عضو نقابة المحامين الامريكية - واشنطن

- عضو نقابة المحامين الدوليين - لندن

- عضو نقابة محامين المحكمة الجنائية الدولية - لاهاي

### مؤلفات بالعربية
- الوسيط في المفاوضات الدولية (نسخة اكاديمية) ج١.

- الوسيط في المفاوضات الدولية (نسخة اكاديمية) ج٢..
- النزاعات الدولية وحروب الوكالة.
- الاساس السياسي في القانون الدولي.
- إجراءات التقاضي أمام المحكمة الجنائية الدولية (مقدمة عامة).
- البنيوية المعاصرة في النظام الفلسفي الليبرالي.
- القانون الدولي الانساني ومشكلة اللجوء/ازمات الصراعات المسلحة /المشكلة السورية/.
- الملائكة لا تصنع الخبز (الغليان).
- الليبرالية الجديدة، ومشكلة رأس المال الاجتماعي.
- المدرسة المعتزليه، وقراءات في الرشدية المعاصرة.

### المؤلفات بالإنجليزية
- Shifting Our Focus from Retribution to Social Justice.
- Refugee and the problem of internal displacement.
- International Criminal Law, (Contemporary Legal Theory).
- The Syrian refugee case (Research Clinic).
- The Role of Financial Journalists in Corporate Governance.
- Political Asylum and Refugee Law.

## جوائز[16]
جائزة الاتحاد الدولي لحقوق الإنسان (FIDH)
جائزة الاورومتوسطية للدفاع عن الديمقراطية وحقوق الانسان.
جائزة المعهد الجمهوري في الولايات المتحدة الامريكية.
جائزة الفيدرالية الدولية لحقوق الانسان.
جائزة مركز الدراسات الديمقراطية والليبرالية / ويسكنسن- الولايات المتحدة.
جائزة افضل بحث اكاديمي في السياسة الدولية في مؤتمر الدراسات العليا- توليدو، اوهايو - الولايات المتحدة .